# Athelges intermedia
Athelges intermedia är en kräftdjursart som beskrevs av Hesse 1876. Athelges intermedia ingår i släktet Athelges och familjen Bopyridae. Inga underarter finns listade i Catalogue of Life.